# Willem Piso

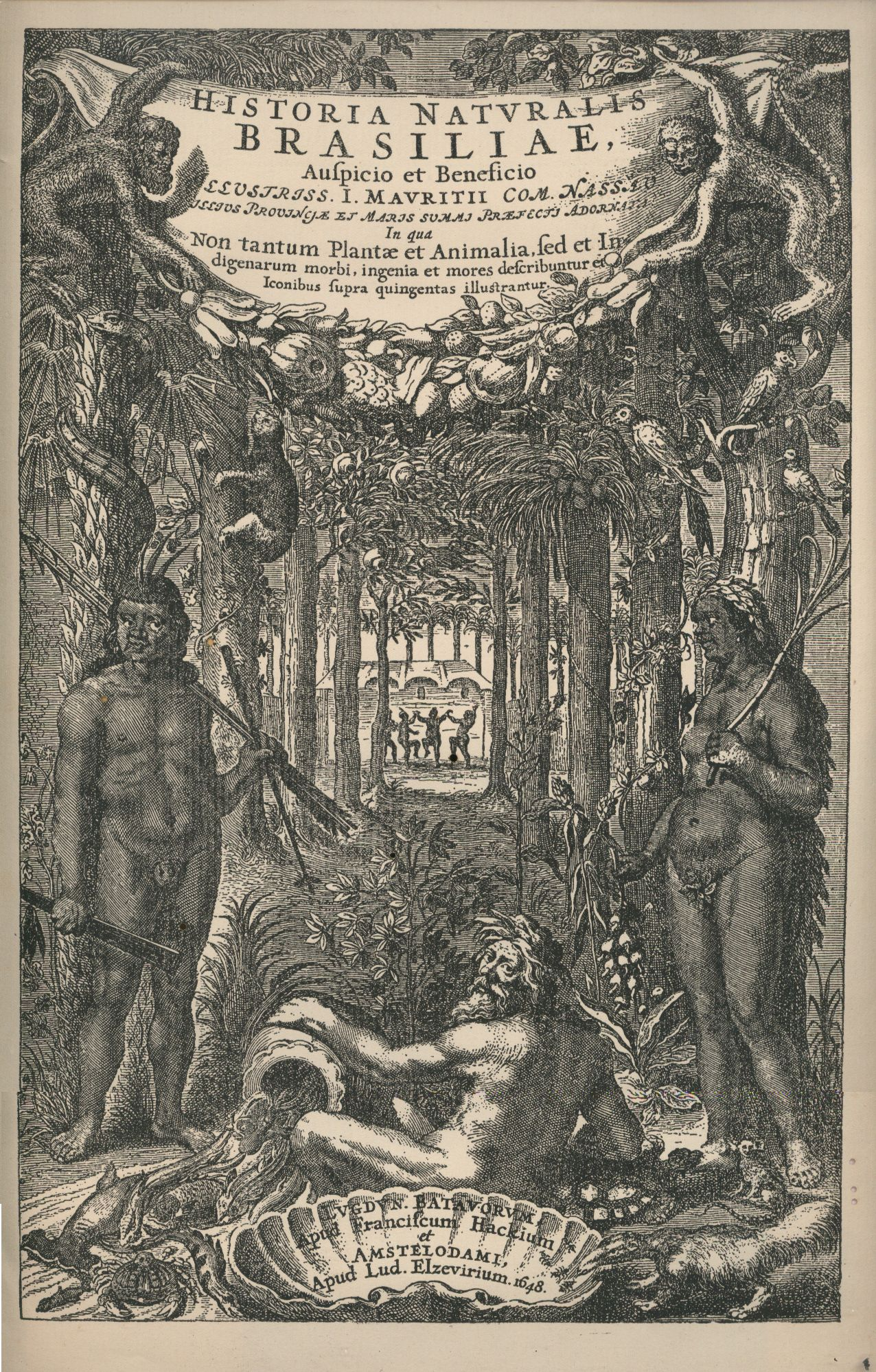
Willem Piso i Georg Markgraf - „Historia Naturalis Brasiliae“ 1648

Willem Piso (ur. 1611 w Lejdzie, zm. 1678) – holenderski przyrodnik. 
Willem Piso był synem Hermanna Piesa, organisty kościelnego, i Cornelii van Liesvelt. Studiował na uniwersytecie w Lejdzie oraz w Caen we Francji. Szkołę medyczną ukończył w 1633 roku, a następnie przeniósł się do Amsterdamu. W 1637 otrzymał stanowisko osobistego lekarza hrabiego Johana Mauritsa van Nassau-Siegen (1604–1679), który piastował urząd gubernatora Brazylii Holenderskiej. 
W 1638 roku Piso przybył do Brazylii wraz z innym naukowcem, Georgiem Markgrafem. Praktykę lekarską rozpoczął w Recife. Wespół z innymi naukowcami zebrał materiały z zakresu zoologii, botaniki, etnografii, geografii i meteorologii. Graficy sporządzili ponad 200 drzeworytów roślin, zwierząt, ptaków, owadów i ryb.
Po powrocie do Holandii zamieszkał w Amsterdamie, gdzie został członkiem społeczności naukowej. W 1655 roku piastował stanowisko inspektora w Amsterdam Medical College, a następnie został jego dziekanem.
Wszystkie prace z okresu pobytu w Brazylii zostały zebrane w dwóch foliałach i wydane w roku 1648 pod tytułem Historia naturalis Brasiliae przez wydawcę Johana Blaeu. W 1658 roku wydano drugie dzieło pt. De Indiae utrisque re naturali et medica. Wkład Piso dotyczył medycyny i zawarty został w 4 książkach De medicina brasiliense. Prace opisywały choroby i były fundamentem do późniejszej medycyny tropikalnej.

Dzieła te były do XIX wieku uważane za najlepsze opracowanie środowiska naturalnego Brazylii. Oryginalne ilustracje zostały podarowane przez hrabiego van Nassau-Siegen Fryderykowi Wilhelmowi, a ten przekazał je do Pruskiej Biblioteki Państwowej. W czasie II wojny światowej dzieła były przechowywane w zamku Książ, a następnie w klasztorze benedyktynów w Krzeszowie. Obecnie znajdują się w Bibliotece Jagiellońskiej w Krakowie.
Został upamiętniony w nazwie naukowej rodzaju roślin Pisonia.